# انتونی عربی
انتونی عربی (انگلیسی: Antoni Arabí؛ زادهٔ ۱۳ نوامبر ۱۹۵۳) بازیکن فوتبال اهل اسپانیا است.
از باشگاه‌هایی که در آن بازی کرده‌است می‌توان به باشگاه فوتبال اسپانیول اشاره کرد.